# Grand Prix Júnior de Patinação Artística no Gelo na Itália
O Grand Prix Júnior de Patinação Artística no Gelo na Itália (muitas vezes intitulado: Trofeo Rita Trapanese e Trofeo Walter Lombardi) é uma competição internacional de patinação artística no gelo de nível júnior. A competição é organizada pela União Internacional de Patinação (ISU), e disputado no outono, em alguns anos, como parte do Grand Prix Júnior de Patinação Artística no Gelo.

## Edições
| Ano        | Edição               | Cidade sede          | Júnior               | Júnior               | Júnior               | Júnior               | Ref                  |
| Ano        | Edição               | Cidade sede          | M                    | F                    | P                    | D                    | Ref                  |
| ---------- | -------------------- | -------------------- | -------------------- | -------------------- | -------------------- | -------------------- | -------------------- |
| 2001       | 1.ª                  | Milão                | •                    | •                    | •                    | •                    | [ 1 ]                |
| 2002       | 2.ª                  | Milão                | •                    | •                    | •                    | •                    | [ 2 ]                |
| 2003– 2007 | Não houve competição | Não houve competição | Não houve competição | Não houve competição | Não houve competição | Não houve competição | Não houve competição |
| 2008       | 3.ª                  | Merano               | •                    | •                    | –                    | •                    | [ 3 ]                |
| 2009– 2010 | Não houve competição | Não houve competição | Não houve competição | Não houve competição | Não houve competição | Não houve competição | Não houve competição |
| 2011       | 4.ª                  | Merano               | •                    | •                    | –                    | •                    | [ 4 ]                |
| 2012– 2016 | Não houve competição | Não houve competição | Não houve competição | Não houve competição | Não houve competição | Não houve competição | Não houve competição |
| 2017       | 5.ª                  | Egna/Bolzano         | •                    | •                    | –                    | •                    | [ 5 ]                |

Legenda
- –  Evento não disputado neste ano

## Lista de medalhistas

### Individual masculino
| Evento                       | Ouro                              | Prata                              | Bronze                            |
| Milão 2001 (detalhes)        | Stanislav Timchenko · Rússia      | Alexander Shubin · Rússia          | Ma Xiaodong · China               |
| Milão 2002 (detalhes)        | Sergei Dobrin · Rússia            | Parker Pennington · Estados Unidos | Jamal Othman · Suíça              |
| 2003–2007                    | Não houve competição              | Não houve competição               | Não houve competição              |
| Merano 2008 (detalhes)       | Michal Březina · República Tcheca | Curran Oi · Estados Unidos         | Alexander Nikolaev · Rússia       |
| 2009–2010                    | Não houve competição              | Não houve competição               | Não houve competição              |
| Milão 2011 (detalhes)        | Han Yan · China                   | Jason Brown · Estados Unidos       | Lee June-hyoung · Coreia do Sul   |
| 2012–2016                    | Não houve competição              | Não houve competição               | Não houve competição              |
| Egna/Bolzano 2017 (detalhes) | Matteo Rizzo · Itália             | Vladimir Samoilov · Rússia         | Tomoki Hiwatashi · Estados Unidos |

### Individual feminino
| Evento                       | Ouro                                | Prata                     | Bronze                         |
| Milão 2001 (detalhes)        | Ludmila Nelidina · Rússia           | Kimena Brog-Meier · Suíça | Joannie Rochette · Canadá      |
| Milão 2002 (detalhes)        | Yukina Ota · Japão                  | Signe Ronka · Canadá      | Viktória Pavuk · Hungria       |
| 2003–2007                    | Não houve competição                | Não houve competição      | Não houve competição           |
| Merano 2008 (detalhes)       | Melissa Bulanhagui · Estados Unidos | Rumi Suizu · Japão        | Sarah Hecken · Alemanha        |
| 2009–2010                    | Não houve competição                | Não houve competição      | Não houve competição           |
| Milão 2011 (detalhes)        | Yulia Lipnitskaya · Rússia          | Anna Shershak · Rússia    | Hannah Miller · Estados Unidos |
| 2012–2016                    | Não houve competição                | Não houve competição      | Não houve competição           |
| Egna/Bolzano 2017 (detalhes) | Sofia Samodurova · Rússia           | Alena Kostornaia · Rússia | Rika Kihira · Japão            |

### Duplas
| Evento                | Ouro                                        | Prata                                         | Bronze                                               |
| Milão 2001 (detalhes) | Zhang Dan · Zhang Hao · China               | Julia Karbovskaya · Sergei Slavnov · Rússia   | Ding Yang · Ren Zhongfei · China                     |
| Milão 2002 (detalhes) | Julia Karbovskaya · Sergei Slavnov · Rússia | Jennifer Don · Jonathon Hunt · Estados Unidos | Veronika Havlíčková · Karel Štefl · República Tcheca |

### Dança no gelo
| Evento                       | Ouro                                           | Prata                                             | Bronze                                          |
| Milão 2001 (detalhes)        | Elena Khaliavina · Maxim Shabalin · Rússia     | Nóra Hoffmann · Attila Elek · Hungria             | Alessia Aureli · Andrea Vaturi · Itália         |
| Milão 2002 (detalhes)        | Alessia Aureli · Andrea Vaturi · Itália        | Elena Romanovskaya · Alexander Grachev · Rússia   | Melissa Piperno · Liam Dougherty · Canadá       |
| 2003–2007                    | Não houve competição                           | Não houve competição                              | Não houve competição                            |
| Merano 2008 (detalhes)       | Madison Chock · Greg Zuerlein · Estados Unidos | Ekaterina Riazanova · Jonathan Guerreiro · Rússia | Lorenza Alessandrini · Simone Vaturi · Itália   |
| 2009–2010                    | Não houve competição                           | Não houve competição                              | Não houve competição                            |
| Milão 2011 (detalhes)        | Alexandra Stepanova · Ivan Bukin · Rússia      | Valeria Zenkova · Valerie Sinitsin · Rússia       | Lauri Bonacorsi · Travis Mager · Estados Unidos |
| 2012–2016                    | Não houve competição                           | Não houve competição                              | Não houve competição                            |
| Egna/Bolzano 2017 (detalhes) | Arina Ushakova · Maxim Nekrasov · Rússia       | Sofia Polishchuk · Alexander Vakhnov · Rússia     | Alicia Fabbri · Claudio Pietrantonio · Canadá   |